# Roby Young
Roby Young (en hebreo: רובי יאנג‎; Haifa, Mandato británico de Palestina; 15 de mayo de 1942) es un exfutbolista israelí que jugaba en la posición de defensa.

## Carrera

### Club
| Periodo   | Club                       |
| --------- | -------------------------- |
| 1959–1976 | Hapoel Haifa FC            |
| 1972–1973 | → New York Cosmos (cedido) |

### Selección nacional
Jugó para Israel de 1961 a 1969 con la que anotó ocho goles en 50 partidos, fue campeón de la Copa Asiática 1964, participó en los Juegos Olímpicos de México 1968 y actualmente es considerado como uno de los más grandes futbolistas judíos de la historia.

## Tras el retiro
De 1969 a 2013 (excepto por algunos años que fue entrenador de fútbol profesional en Israel), Young fue director atlético de Buckley Country Day School en Roslyn, New York. También fue entrenador del equipo masculino de los Queens College Knights de 1986 a 1989 y del equipo femenil de 1999 a 2008. Fue el director atlético de la Buckley Country Day School y cofundador del Summer Camp en 1984. Se retiró de Buckley en 2013 pero sigue activo como maestro de ajedrez.

## Logros

### Club
- Copa de Israel: 3

1962-63, 1965-66, 1973-74
- Soccer Bowl: 1

1972

### Selección nacional
- Copa Asiática

- : 1964
- : 1968